# 線形応答理論
線形応答理論（線型—、せんけいおうとうりろん、英: linear response theory）は、熱平衡状態にある系に、磁場や電場などの外場が加わった時、その外場による系の状態の変化（応答）を扱う理論である。非平衡な状態を扱うための理論として、その形成には久保亮五、森肇、冨田和久、中野藤生、中嶋貞雄ら日本人研究者が大きく貢献しており、特に久保亮五は代表者として彼らの仕事をまとめたことで有名になった（一例:)。
線形応答理論を使って、磁場や電場に対する、磁化率や電気伝導などの応答を扱うことができる。結晶格子内での格子のずれ（変位）を外場として、線形応答を使って変位に対する応答としてのフォノンの振動数や状態密度などを求めることができる（→DFPT法）。
変位の応答の虚部、あるいは流れの応答の実部がエネルギー散逸（パワーロス）を与える。たとえば、電荷の分極率の虚部や電気伝導率の実部である。変位と流れの応答は互いに独立ではなく、互いに関係づけられる。応答関数は平衡状態での流れの相関関数で与えられる。変位に関する線形応答は、緩和関数を通してみるとすっきりする。

## 歴史
アインシュタインによるブラウン運動の理論の後、ランジュバンによってランジュバン方程式が導入されたのが1908年である。さらに1927年にジョン・バートランド・ジョンソンは抵抗の両端に発生する揺動起電力を発見し、起電力のゆらぎと抵抗を結びつけるナイキストの定理は1928年に提案されている。このナイキストの定理は第二種揺動散逸関係式にほかならない。またオンサーガーの相反定理は1931年に発表されている。
一方、古典的なリウヴィル方程式や量子的なフォン・ノイマン方程式から粗視化によってボルツマン方程式やフォッカー・プランク方程式を導くという研究が戦後の大きな流れとなった。その中でよく知られているのは分布関数のBBGKYヒエラルキーの存在であり、BBGKYヒエラルキーの最低次である1体分布関数の時間発展において、2体相関以下を無視したものがボルツマン方程式に対応するという事実である。一般にBBGKYヒエラルキーでは分布関数の時間発展を解こうとすると、より多体の分布関数の情報が必要になる。ジョン・G・カークウッドは更に研究を進めて、ブラウン運動における第二種揺動散逸関係式、すなわち揺動力の時間相関で摩擦係数を表現することも行っている。さらにナイキストの定理の量子系への拡張はCallen-Weltonによってなされ、揺動散逸定理の名称も定着した。それを発展させて輸送係数と時間相関関数の一般論を論じたのはメルヴィル・S・グリーンであった。
戦後しばらくは非平衡統計力学の一大中心地は日本であり、線形応答理論の成立に対して果たした日本の役割は大きい。例えば熱揺動と輸送係数の間の一般論は高橋秀俊によって世界に先駆けて論じられている。久保亮五は冨田和久と協力して磁気共鳴の一般論を完成させた。これは磁性体に振動磁場がかかった時の線形応答理論であり、後年の線形応答理論に必要な道具はほとんど含まれていた論文であった。
いわゆる久保理論が国際的評価を受けたのは、電気伝導率が電流のカノニカル相関で書けることを示した久保公式のためであった。しかしこの久保公式は先に中野藤生が1955年に発見している。中野は電気伝導の公式を導いたものの、久保ほど評価されることはなかった。中野のほかにも中嶋貞雄、M. Lax、ファインマン等が同様の結論に達していたようである。その中で久保亮五は、ミクロなハミルトニアンから出発して一見力学的な計算で誰にでも分かる形で中野公式を導出し、線形応答理論が非平衡物理の中で根幹的な役割をはたすことを認識して一般化と普及に努めた。この久保の立場は、電気伝導の中野公式が現象論であることを強調していた中野と著しい対比をなし、やがて久保理論は世界的に受容されるようになっていった。
一方で久保理論の発表の後、Nico van Kampen等によって久保理論は現象論であるという指摘がなされた。van Kampenは、例えばハードコア系をイメージすれば分かるとおり、軌道不安定な系では摂動では扱えないような大きな起動変化があるので、ミクロな摂動として扱った久保の導出は正しくないというものであった。最近の研究では、軌道不安定性ゆえに混合性があり、軌道分布は摂動に対して安定になり、より線形応答理論が成立することを保証するという理解になっている。しかしそうであれば、設立時にその種の認識がなかった線形応答理論は現象論として捉えるほうが適切であろう。
このようにデリケートな問題を含みつつも線形応答理論の果たした役割は大きく、更に数学的には応答関数はグリーン関数にほかならないために、あらゆる分野で広く使われる枠組として定着している。

## 線形応答関係
時刻{\displaystyle t=-\infty }で熱平衡状態にあった系に、摂動が加わったときの物理量{\displaystyle A}の期待値{\displaystyle \langle A\rangle }の変化{\displaystyle \Delta A}を考える。（ただしAとして「変位」の場合と「流れ」の場合があり、それぞれ結果が異なることに注意が必要である。）
{\displaystyle \Delta A=\langle A(t)\rangle -\langle A\rangle _{\mathrm {eq} }}
摂動が{\displaystyle H'(t)=-BF(t)}と書けるとする。つまり物理量{\displaystyle B}とそれに共役な外部力{\displaystyle F(t)}で書けるとする。
時刻{\displaystyle t=t'}に瞬発的な外力{\displaystyle F(t)=\delta (t-t')}が働いた時、{\displaystyle \Delta A}は(線形)応答関数(またはインパルス応答関数){\displaystyle \Phi _{AB}(t-t')}を用いて以下のように表せる。これを線形応答関係という。
{\displaystyle \Delta A=\int _{-\infty }^{t}\Phi _{AB}(t-t')F(t')dt'}

## 久保理論
久保理論によれば、(線形)応答関数は以下のようにカノニカル相関を用いて書ける。
{\displaystyle \Phi _{AB}(t-t')=-\beta \langle B_{I}(t');{\dot {A_{I}}}(t)\rangle _{\mathrm {eq} }}
ここで{\displaystyle B_{I}(t),A_{I}(t)}は、{\displaystyle B,A}を相互作用描像に書きなおしたものである。

## 緩和関数
時刻{\displaystyle t=t'}で外力をゼロにした時を考えると、{\displaystyle \Delta A}は以下のように書ける。
{\displaystyle \Delta A=\int _{-\infty }^{t'}\Phi _{AB}(t-t'')Fdt''}
ここで変数変換{\displaystyle s=t-t''}をし、緩和関数{\displaystyle \Psi _{AB}(t-t')=\int _{t-t'}^{\infty }\Phi _{AB}(s)ds}を導入すると
{\displaystyle \Delta A=\Psi _{AB}(t-t')F}
となる。
応答関数と緩和関数の関係は以下のように書くこともできる。
{\displaystyle \Phi _{AB}(t)=-{\frac {d\Psi _{AB}(t)}{dt}}}
また緩和関数はカノニカル相関を用いて次のように書ける。
{\displaystyle \Psi _{AB}(t-t')=\beta \langle {\hat {B}}(t');{\hat {A}}(t)\rangle _{\mathrm {eq} }}
これは高温近似{\displaystyle \beta \to 0}をすると、古典論での緩和関数とゆらぎの時間相関関数との関係が得られる。
{\displaystyle \Psi _{AB}(t-t')=\beta \langle B(t')A(t)\rangle _{\mathrm {eq} }}

## 揺動散逸定理
緩和関数{\displaystyle \Psi _{BA}(t)}のスペクトル強度{\displaystyle f_{BA}(\omega )}は以下のような関係がある。
{\displaystyle \Psi _{BA}(t)={\frac {1}{2\pi }}\int _{-\infty }^{\infty }f_{BA}(\omega )e^{i\omega t}d\omega }
また時間相関関数{\displaystyle C_{BA}(t)}とパワースペクトル{\displaystyle I_{BA}(\omega )}は以下の関係がある(ウィーナー＝ヒンチンの定理)。
{\displaystyle C_{BA}(t)={\frac {1}{2\pi }}\int _{-\infty }^{\infty }I_{BA}(\omega )e^{i\omega t}d\omega }
このパワースペクトルとスペクトル強度について以下の揺動散逸定理が成立する。
{\displaystyle I_{BA}(\omega )=E_{\beta }(\omega )f_{BA}(\omega )}
ただし{\displaystyle E_{\beta }(\omega )}は
{\displaystyle E_{\beta }(\omega )={\frac {\hbar \omega }{2}}\coth \left({\frac {\beta \hbar \omega }{2}}\right)}
で与えられる。この{\displaystyle E_{\beta }(\omega )}は調和振動子の平均エネルギーと一致する量であるが、揺動散逸定理は調和振動子やボース統計とは関係せず、対象化積と交換子の性質で決まっている。また{\displaystyle \beta \to 0}の古典極限での揺動散逸定理は以下のように書ける。
{\displaystyle I_{BA}(\omega )=ktf_{BA}(\omega )}

## 相反定理
フラックス(単位時間に単位面積を通過していく移動量)を{\displaystyle J_{i}}、駆動力(推進力)を{\displaystyle X_{k}}とおくと、輸送係数{\displaystyle L_{ik}}は以下のように書ける。
{\displaystyle J_{i}=\sum _{k}L_{ik}X_{k}}
輸送係数は、その添字に関して対称である。
{\displaystyle L_{ik}=L_{ki}}
これをオンサーガーの相反定理という

## クラマース・クローニッヒの関係式
応答関数のフーリエ変換である複素感受率(複素アドミッタンス){\displaystyle \phi (\omega )=\phi _{R}(\omega )+i\phi _{I}(\omega )}の実部と虚部に対して、以下のクラマース・クローニッヒの関係式が成立する。
{\displaystyle \phi _{R}(\omega )={\frac {1}{\pi }}{\mathcal {P}}\int _{-\infty }^{\infty }{\frac {\phi _{I}(\omega ')}{\omega '-\omega }}\,d\omega '}

{\displaystyle \phi _{I}(\omega )=-{\frac {1}{\pi }}{\mathcal {P}}\int _{-\infty }^{\infty }{\frac {\phi _{R}(\omega ')}{\omega '-\omega }}\,d\omega '}
ここで{\displaystyle {\mathcal {P}}}はコーシーの主値をとることを表す。

## ゆらぎの定理との関係
ゆらぎの定理を平衡近傍で適用すると古典系の線形応答理論が導かれる。